# 黑岭站
黑嶺站（：／ Hŭkryŏng yŏk */?）是朝鮮民主主義人民共和國平壤江东郡黑嶺勞動者區的一個鐵路車站，属于平德线。

## 邻近车站
平德线
三登站 - 黑嶺站 - 石廩站